# ويليام جي. مور جونيور
ويليام جي. مور جونيور (بالإنجليزية: William G. Moore Jr.)‏ هو ضابط أمريكي، ولد في 18 مايو 1920 في واكو في الولايات المتحدة، وتوفي في 18 مارس 2012 في هنتسفيل في الولايات المتحدة.